# Armando de la Morena
Armando de la Morena Díaz-Jorge (nacido el 17 de junio de 1977 en Madrid, España) es un entrenador de fútbol español.

## Trayectoria
Comenzó su carrera en las categorías base del Club Atlético de Madrid en el que trabajaría durante 17 años, dirigiendo en todas las categorías del fútbol base del club colchonero.
En la temporada 2016-17, dirigiría al Juvenil B del Club Atlético de Madrid, con el que sería campeón de la Future Champion de Sudáfrica.
En verano de 2017, firma por el Atlético Baleares para debutar en la Segunda División B, al que dirigiría en 17 partidos, siendo destituido el 28 de noviembre de 2017.
En diciembre de 2017, puso rumbo a China para firmar por el Guangzhou Evergrande, con el que trabajaría con las secciones Sub- 20 y Sub-18 del club para potenciar la formación de jugadores.
El 16 de marzo de 2021, se convierte en segundo entrenador de Germán Burgos en el Club Atlético Newell's Old Boys de la Primera División de Argentina.
El 26 de marzo de 2024, firma por el Club de Fútbol Rayo Majadahonda de la Primera División RFEF.

## Clubes

### Como entrenador
| Club                                             | País      | Año       |
| ------------------------------------------------ | --------- | --------- |
| Atlético Baleares                                | España    | 2017      |
| Guangzhou Evergrande (Categorías inferiores)     | China     | 2017-2020 |
| Club Atlético Newell's Old Boys (2.º Entrenador) | Argentina | 2021      |
| Club de Fútbol Rayo Majadahonda                  | España    | 2024-2025 |